# GridMathematica
gridMathematica est un logiciel vendu par Wolfram Research qui étend les capacités de traitement parallèle de son produit principal Mathematica

## Caractéristiques
gridMathematica augmente le nombre de processus parallèles que le logiciel Mathematica peut exécuter simultanément. Chaque processus parallèle applique un processeur supplémentaire à une tâche. Une licence Mathematica standard permet d'exécuter simultanément jusqu'à quatre tâches parallèles. En augmentant le nombre de tâches disponibles, certains types de problèmes peuvent être résolus plus rapidement. 
Le Mathematica standard se compose d'un front-end qui fournit une interface utilisateur et un processus de contrôle (le noyau de contrôle) qui comporte des tâches de calcul effectuées par quatre processus, maximum. Mathematica appelle les processus effectuant des calculs «noyaux de calcul». gridMathematica permet d'utiliser des noyaux supplémentaires. 
La licence «gridMathematica Local» permet d'utiliser jusqu'à 8 noyaux de calcul sur un seul ordinateur. La licence «gridMathematica Server» permet d'utiliser jusqu'à 16 noyaux de calcul répartis sur plusieurs ordinateurs. 
Mathematica gère la communication interprocessus telle que la mise en file d'attente, la mémoire virtuelle partagée et la récupération après une panne. 
gridMathematica évolue vers des systèmes de réseau plus grands lorsque des licences supplémentaires sont achetées. Les processus de calcul peuvent être situés sur un seul ordinateur multiprocesseur ou distribués sur un réseau hétérogène distant. Les plates-formes 64 bits peuvent être prises en charge. La communication entre les noyaux et le front-end utilise l'interface Mathlink. Cette dernière est une interface conçue pour permettre aux programmes externes de communiquer avec Mathematica. La communication se fait via le protocole TCP/IP et utilise SSH ou RSH pour l'authentification. 

## Histoire
Avant la sortie de Mathematica 7, gridMathematica et Mathematica Personal Grid Edition, désormais abandonnées, étaient les seules versions de Mathematica à fournir un calcul parallèle. Ils ont travaillé en tant que produits autonomes, notamment Front End et Control Kernels et Parallel Computing Toolkit développé par Roman Maeder, l'un des auteurs originaux de Mathematica. Avec la sortie de Mathematica 7, les outils de programmation parallèle ont été remodelés et inclus dans Mathematica, et gridMathematica a été remodelé pour fonctionner directement avec Mathematica. 